# Polyscias floccosa
Polyscias floccosa är en araliaväxtart som först beskrevs av Drake, och fick sitt nu gällande namn av Georges Bernardi. Polyscias floccosa ingår i släktet Polyscias och familjen Araliaceae. Inga underarter finns listade.